# 奎斯泰洛
奎斯泰洛（義大利語：Quistello），是意大利曼托瓦省的一个市镇。总面积45平方公里，人口5873人，人口密度130.5人/平方公里（2009年）。国家统计（ISTAT）代码为020047。